# Glaresis rufa
Glaresis rufa is een keversoort uit de familie Glaresidae. De wetenschappelijke naam van de soort is voor het eerst geldig gepubliceerd in 1848 door Erichson.